# جورج فرايدلاند
جورج فرايدلاند (بالفرنسية: Georges Friedland)‏ هو كاتب سيناريو ومونتير ومخرج فرنسي، ولد في 13 ديسمبر 1910 في باريس في فرنسا، وتوفي بنفس المكان في أكتوبر 1993.

## وصلات خارجية
- جورج فرايدلاند على موقع IMDb (الإنجليزية)
- جورج فرايدلاند على موقع ألو سيني (الفرنسية)
- جورج فرايدلاند على موقع قاعدة بيانات الأفلام السويدية (السويدية)
- جورج فرايدلاند على موقع قاعدة بيانات الفيلم (الإنجليزية)
- جورج فرايدلاند على موقع كينوبويسك (الروسية)